# Mednarodno letališče Mostar
Mednarodno letališče Mostar (hrvaško Međunarodna Zračna Luka Mostar) je letališče v Bosni in Hercegovini, ki primarno oskrbuje Mostar.